# مسدود کردن وی‌پی‌ان

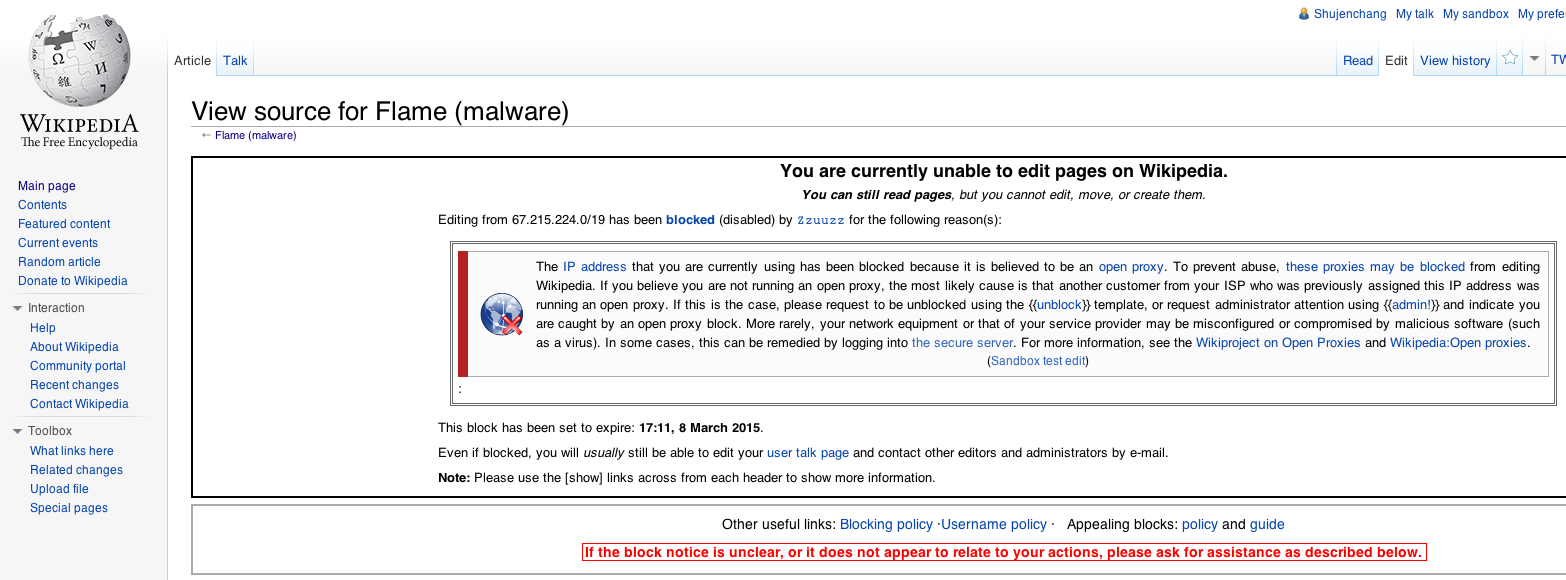
ویرایش ویکی‌پدیا در برخی زبان‌ها (از جمله فارسی) با استفاده از وی‌پی‌ان ممکن نیست.

مسدود کردن یا فیلتر فیلترشکن‌ها و وی‌پی‌ان تکنیک مورد استفاده برای جلوگیری از روش‌های ارتباطی مانند پروتکل تونل‌زنی رمزگذاری شده در شبکه‌های خصوصی مجازی (وی پی ان) است؛ که اغلب به دلیل پیچیده و پر هزینه بودن توسط سازمان‌های بزرگ مثل دولت‌ها یا شرکت‌های بزرگ انجام می‌گیرد که می‌تواند یک ابزار برای امنیت سیستم یا سانسور اینترنت با مسدود سازی وی پی آن‌ها انجام بگیرد.

## توضیحات
مسدود کردن دسترسی به فیلترشکن‌ها یا وی پی ان می‌تواند به چند روش انجام گیرد. مدیران سیستم می‌توانند پورت‌هایی که به وسیلهٔ پروتکل تونل‌زنی مشترک وی پی ان ایجاد می‌شود برای جلوگیری از ارتباط و انتقال داده با سرور مبدأ مسدود کنند. به عنوان مثال یک وب سایت می‌تواند با مسدود کردن آی پی آدرس‌های شناخته شده توسط وی پی ان دسترسی به محتوای سایت را ببندد.

### مسدود سازی بر مبنای نشانی وب
در این روش که بیشتر در پروتکل اچ‌تی‌تی‌پی کاربرد دارد، مدیریت شبکه، نشانی وب صفحه در خواستی کاربر را که در قسمت بسته اچ‌تی‌تی‌پی موجود است، بررسی می‌کند و در صورتی که در آن الگوهای مسدود شده را پیدا کند اتصال را قطع می‌کند.
از آنجا که اتصال به وی پی ان مستلزم اتصال به میزبان‌های راه دوری است که در اختیار آن دولت نیست دولت‌ها آی پی آدرس‌های خارج از کشور را مسدود می‌کنند.
همان‌طور که سازمان‌ها برای مسدود کردن وی پی ان‌هایی که در تلاش برای گذر از فایروال‌ها هستند تلاش می‌کنند، ارائه دهندگان سرویس‌های وی پی ان با استفاده از تکنیک‌های پیشرفته سعی در مخفی سازی راه‌های ارتباطی و آی پی‌ها کنند و به این ترتیب یک جنگ شبکه ای ایجاد کنند. همان‌طور که دولت چین با روش بازرسی عمیق بسته سعی در شناسایی پروتکل تونل‌زنی وی پی ان دارد که این طرح چین با عنوان سپر طلایی شناخته می‌شود از این طریق تمامی اتصالات وی پی ان در چین بسته می‌شوند.

## Domain Fronting
تکنیک دامین فرانتینگ (جعل دامنه) روشی که به برنامه نویسان اجازه می‌دهد تا از سرویس‌های بزرگ اینترنتی مانند آمازون، گوگل، فیسبوک و… به عنوان یک پروکسی استفاده کنند و در واقع ترافیک خود را از سرورهای دامنه‌های این سرویس‌های بزرگ عبور دهند. این یکی از روش‌هایی برای دور زدن فیلترینگ کشوها است که توسط وی پی آن‌ها ارائه می‌شود و سازمان‌ها برای مسدود سازی دامین فرانتینگ و میلیون‌ها آی پی که از سوی این سرویس‌های بزرگ ارائه می‌شود با مشکل جدی اینترنت مواجه می‌شوند.
در آوریل ۲۰۱۸ شرکت‌های گوگل و آمازون اعلام کردند که سرویس دامین فرانتینگ خود را به علت رایج شدن بدافزارها و باج افزارها در اینترنت مسدود می‌کنند. این مسدود سازی باعث سخت‌تر شدن دور زدن فیلترینگ توسط وی پی ان‌هایی شد که از این راه استفاده می‌کردند.

## مسدود سازی VPN در کشورها
وزارت امنیت عمومی چین در سال ۱۹۹۸ پروژه سپر طلایی برای فیلترینگ شدید اینترنت را راه اندازی کرد و در سال ۲۰۱۱ کاربران گزارشی مبنی بر عدم دسترسی به سرویس‌های خارج از کشور با استفاده از وی پی ان دادند. طی همین سال دانشگاه‌ها و مراکز تجاری شروع به اعلام بیانیه برای توقف مسدود سازی ابزارهای دور زدن فایروال کردند.
در برنامه‌ای با عنوان «پاک‌سازی» اتصالات اینترنت در چین، وزارت صنایع و فناوری این کشور اعلام کرد در یک تلاشِ ۱۴ ماهه تمامی اتصالات وی پی ان را از کار انداخته‌است. سرویس‌های وی پی ان با رمزنگاری ترافیک کاربر و مسیریابی این ترافیک از طریق اتصالات راه دور، مکان کاربر در چین را مخفی کرده و می‌تواند محدودیت‌ها و سانسورها را دور بزند.
در اواخر سال ۲۰۱۲ شرکت‌های ارائه دهنده وی پی ان اعتراف کردند که سپر طلایی چین قادر به کشف و مسدود سازی روش‌های ارتباطی رمزگذاری شدهٔ وی پی آن‌ها هستند.
دنگ جویی کاربر چینی ۲۶ ساله به علت انتشار وی پی ان در سایت خود در مارس ۲۰۱۷ به ۹ ماه زندان محکوم شد.

### ایران
دولت ایران در اسفند ۱۳۹۱ چند ماه قبل از انتخابات سال ۱۳۹۲ تمامی وی پی آن‌ها و فیلتر شکن‌ها را مسدود کرد و متخلفان از این قانون را مستوجب پیگیری و معرفی به دادگاه دانست.
در اردیبهشت سال ۱۳۹۷ دادگاهی در پی صدور حکم قضایی فیلتر پیامرسان تلگرام حکم به مسدود سازی وی پی ان و فیلترشکن را هم صادر کرد.

### روسیه
در ژوئیه ۲۰۱۷ نمایندگان دوما (روسیه) قانونی با ۳۷۳ رأی موافق در برابر دو رأی ممتنع و دو رأی مخالف تصویب کردند که براساس آن، فروش و استفاده از خدمات وی پی ان و پروکسی برای دسترسی به سایت‌هایی که دولت روسیه محتوای آن را جرم تشخیص داده و مسدود کرده ممنوع است.
قانون گذاران روسیه برای متخلفان از این قانون جریمه ای تا ۱۱۰۰ دلار در نظر گرفته‌اند.
همچنین استفاده از وی پی ان برای دلایل تجاری یا شخصی برای دسترسی به سایت‌های قانونی در روسیه مجاز است.

### مصر
دولت مصر پس از انقلاب ۲۰۱۱ مصر سیستم بازرسی عمیق بسته را فعال کرد تا از این طریق از اتصال وی پی آن‌ها برای دسترسی به رسانه‌های تبلیغاتی و روزنامه‌ها جلوگیری کند. سانسور، پروتکل VPN مختلف مانند OpenVPN, L2TP و PPTP و برخی از سایت‌ها را هدف قرار داد.

### چین
دولت چین در طول سال‌ها در معرض جنگ نرم علیه سانسور-خلع سلاح، مانند پروکسی‌های وب و برنامه‌های VPN قرار گرفته‌است.
ممنوعیت کامل VPNها در 31 مارس 2018 اعمال شد، هرچند برخی از برنامه‌های اپل پس از آن به کار خود ادامه دادند .
با این حال، مقامات چین اکنون از این ممنوعیت استفاده می‌کنند تا بعد از اینکه کاربران با استفاده از VPNها گرفتار شدند. اولین جریمه برای استفاده از یک محصول VPN در اوایل سال جاری به یک گوانگدونگ صادر شد.
با وجود اینکه مصرف کنندگان از استفاده از VPNها ممنوع شده اند، چین همچنان یکی از فروشندگان برتر فناوری‌های VPN است. یک مطالعه در ماه نوامبر 2018 نشان داد که تقریباً 60 درصد از برنامه‌های VPN تلفن همراه رایگان توسط شرکت‌های دارای مالکیت چینی یا در چین مستقر هستند.

## مسدود سازی VPN توسط سرویس‌های آنلاین

### Hulu
در آوریل ۲۰۱۴ شرکت هولو برای مسدود سازی دسترسی غیرمجاز کاربران خارج از ایالات متحده به سرویس‌های این شرکت توسط وی پی ان اقدام به مسدود سازی آی پی‌های وی پی آن که به این سرویس وصل می‌شدند کرد. این شرکت همچنین اقدام به مسدود سازی وی پی ان‌هایی کرد که در ایالات متحده به این سرویس متصل می‌شدند.

### Netflix
از آنجا که ارائه سرویس نت فلیکس در ایالات متحده با کیفیت و امکانات بیشتری نسبت به کشورهای دیگر مثل استرالیا و کانادا صورت می‌گیرد و این کاربران با استفاده از وی پی ان به ای پی‌های ایالات متحده وصل می‌شدند تا از امکانات ایالات متحده بهره‌مند شوند در سال ۲۰۱۴ نت فیلیکس تحت فشار استودیوهای فیلم‌سازی تصمیم به مقابله با وی پی آن‌ها می‌گیرد.